# Onthophagus lamelliger
Onthophagus lamelliger är en skalbaggsart som beskrevs av Gerstaecker 1871. Onthophagus lamelliger ingår i släktet Onthophagus och familjen bladhorningar. Inga underarter finns listade i Catalogue of Life.